# Cirkus Belli
Cirkus Belli var et dansk omrejsende cirkus, der eksisterede fra 1924 til 1957, etableret af Giovanni og Meta Belli. Efter Giovanni Belli's død i 1929 fortsatte Meta Belli i kompagniskab med tyskeren Willy Borchardt til 1933. Fra 1934 blev Meta Belli bistået af Fredy Wachman. Cirkus Belli voksede til at blive Danmarks største cirkus. Efter Meta Bellis død i 1953 blev cirkus solgt til investorer, der i 1955 videresolgte cirkus til Eli Benneweis, der videreførte Cirkus Belli i to sæsoner, 1956 og 1957.
Cirkus Bellis telt og udstyr blev derefter udlejet til Cirkus Altenburg i Sverige i 1959-1960 og anvendt af Eli Benneweis til Cirkus Buster i 1961.

## Historie

### Tyske Cirkus Belli
Belli er en italiensk-tysk cirkus-slægt, der kan føres 16 generationer tilbage til 1648. Belli-døtre er desuden gift ind i andre cirkus-slægter som Brophy, Gasser, Meatchem, Williams og Quaiser.
I 1888 besøgte det tyske Cirkus Brødrene Belli Danmark. Fra 1894 til 1899 rejste Carl Belli rundt i Danmark med et tivoli, som på mange måder mindede om et cirkus. Belli-brødrene besøgte atter Danmark i 1904, hvor de også brugte navnet Cirkus Frants Alouis. En af brødrene, Giovanni Belli, giftede sig i 1908 med en dansk kvinde, Meta Jensen, hvorefter den tyske cirkus fortsatte med at turnere i Danmark. Partnerskabet mellem Belli-brødrene blev opløst i 1919.
Det originale tyske Cirkus Belli (angiveligt etableret i 1804) ophørte i 1956 under turné i Libanon på grund af jordskælv, hvor meget af cirkusmaterialet blev konfiskeret til brug for overnatning af jordskælvofre. Det lykkedes at få elefanterne tilbage til Hamborg, de blev efterfølgende solgt til et andet cirkus.

### Danske Cirkus Belli
Giovanni og Meta etablerede Cirkus Giovanni Belli og fra 1924 brugte de navnet Cirkus Belli. Giovanni døde i 1929, hvorefter Meta Belli gik i kompagniskab med tyskeren Willy Borchardt, hvor navnet i nogle sæsoner var Cirkus Belli-Borchart. Fra 1930 var Belli blandt de førende danske cirkus. Kompagniskabet med Borchardt blev opløst i 1933, hvorefter Meta Belli var eneejer af cirkus Belli.
Fra 1934 blev Meta Belli bistået af Fredy Wachman, som mange anså for at være hendes ægtefælle, selv om de aldrig blev gift. I slutningen af 1930'erne kunne Cirkus Belli kalde sig "Danmarks største danske cirkus". I adskillige år havde Tivoli i København kun åbent fra april til sidst i september, hvorfor området Plænen foran friluftsscenen, kunne anvendes som cirkusplads, når tivolisæsonen var slut. I mange år sluttede Cirkus Belli sin turné der, med billetsalg fra kassevognen ved Tivolis Vesterbrogade-indgang.
Meta Belli døde barnløs i 1953, hvorefter boets eksekutor satte cirkus til salg. Hendes bror, Ejnar Jensen, som i en årrække havde været teknisk leder af cirkus, gav et bud, men blev overbudt af et konsortium med Ernst Sahlstrøm i spidsen, der også fik også retten til Belli-navnet. Der fulgte senere en retssag om navnet, som Salstrøm & co. vandt. Ejner Jensen startede for sig selv og kaldte sin forretning for Cirkus Meta.
Investorerne i konsortiet havde ingen tilknytning til Belli-familien. I 1955 videresolgte de Cirkus Belli til Eli Benneweis, der fortsatte med at drive forretningen i to sæsoner, 1956 og 1957. Telt og udstyr blev senere anvendt af svenske Cirkus Altenburg i 1959-1960 og danske Cirkus Buster i 1961.

### Tom Mix i Cirkus Belli
Den amerikanske filmstjerne Tom Mix (1880–1940), var kendt som the King of Cowboys (cowboyernes konge) og hans hest som Tony the Wonder Horse (vidunderhesten Tony) fra 291 westernfilm i perioden fra 1909 til 1934. Mange af filmene var stumfilm. Tom Mix brugte sjældent stuntmænd. I årene 1929 til 1931 optrådte han i det store amerikanske Cirkus Sells-Floto, som publikum strømmede til, for at se deres filmidol. Senere forsøgte han sig med sit eget cirkus, dog uden større succes.
I 1939 lykkedes det Meta Belli at engagere Tom Mix til årets forestilling, hvor turneen begyndte den 29. april. Han medbragte hesten Tony og to cowboys, Jack Knapp og Joe Bowers. Tom Mix havde på det tidspunkt netop afsluttet et engagement i England, så Cirkus Belli skulle betale transport på 1. klasse derfra for hesten og fire personer, den 4. person var hans ægtefælle. Desuden forlangte han 650 kroner om dagen i honorar – en betragtelig sum på den tid – uden fratræk af skat, samt ophold på hotel.
Meta Belli udvidede sit fire-masters cirkustelt med yderlige to master bagud ved ridegangen, så der i alt blev plads til 2.700 tilskuere. Det blev det første 6-masters telt i Danmark. Danske avisfotos viser, at publikum stod i lang kø, for at se Tom Mix i cirkus Belli. Der var enkelte, som tvivlede på, om det nu var den ægte Tom Mix eller bare en, der optrådte som Tom Mix, men amerikanske cirkushistorikere har bekræftet, at det var den ægte vare, som turnerede med det danske cirkus.
1939-sæsonen skulle vare til 1. oktober, men kort efter udbruddet af WWII den 1. september, rejste Tom Mix hjem til USA. Han omkom ved en trafikulykke året efter.

## Fotogalleri
- Teltrejsning, ukendt år, angiveligt sidst i 1930'erne.
- Meta Belli og Tom Mix, 1939.
- Cirkus Belli på Plænen i Tivoli, cirka 1940.
- Cirkus Bellis elefanter, 1946.
- Cirkus Belli på Markedspladsen i Holbæk, 1948.
- Cirkus Bellis kassevogn (billetkontor), angiveligt 1953-1955.
- Cirkus Belli, angiveligt 1956 eller 1957.
- Cirkus Belli på Plænen i Tivoli, angiveligt 1956 eller 1957.